# Agrodiaetus damon
Agrodiaetus damon är en fjärilsart som beskrevs av Michael Denis och Ignaz Schiffermüller 1776. Agrodiaetus damon ingår i släktet Agrodiaetus och familjen juvelvingar. Inga underarter finns listade i Catalogue of Life.

## Bildgalleri

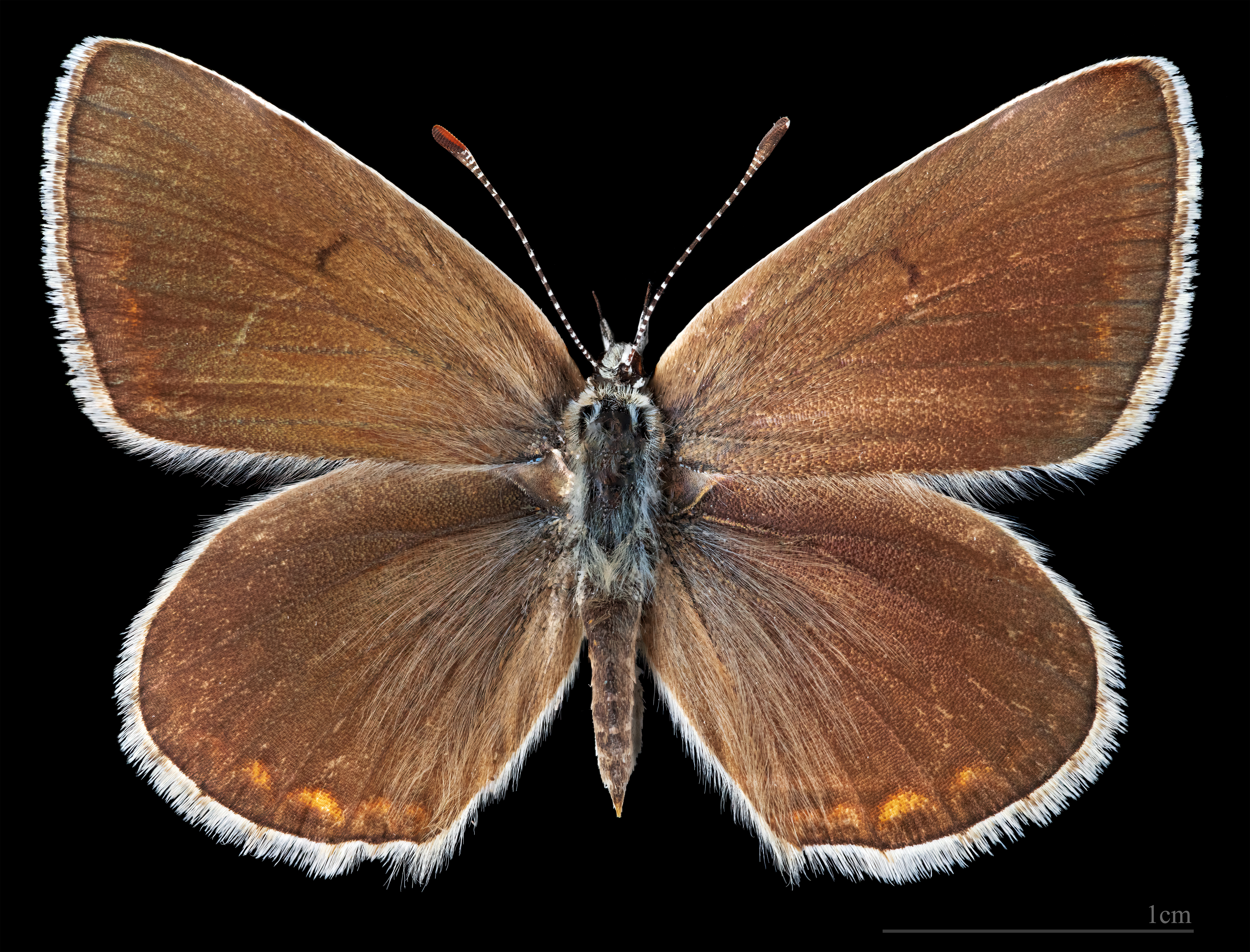
Polyommatus d. damone  ♀
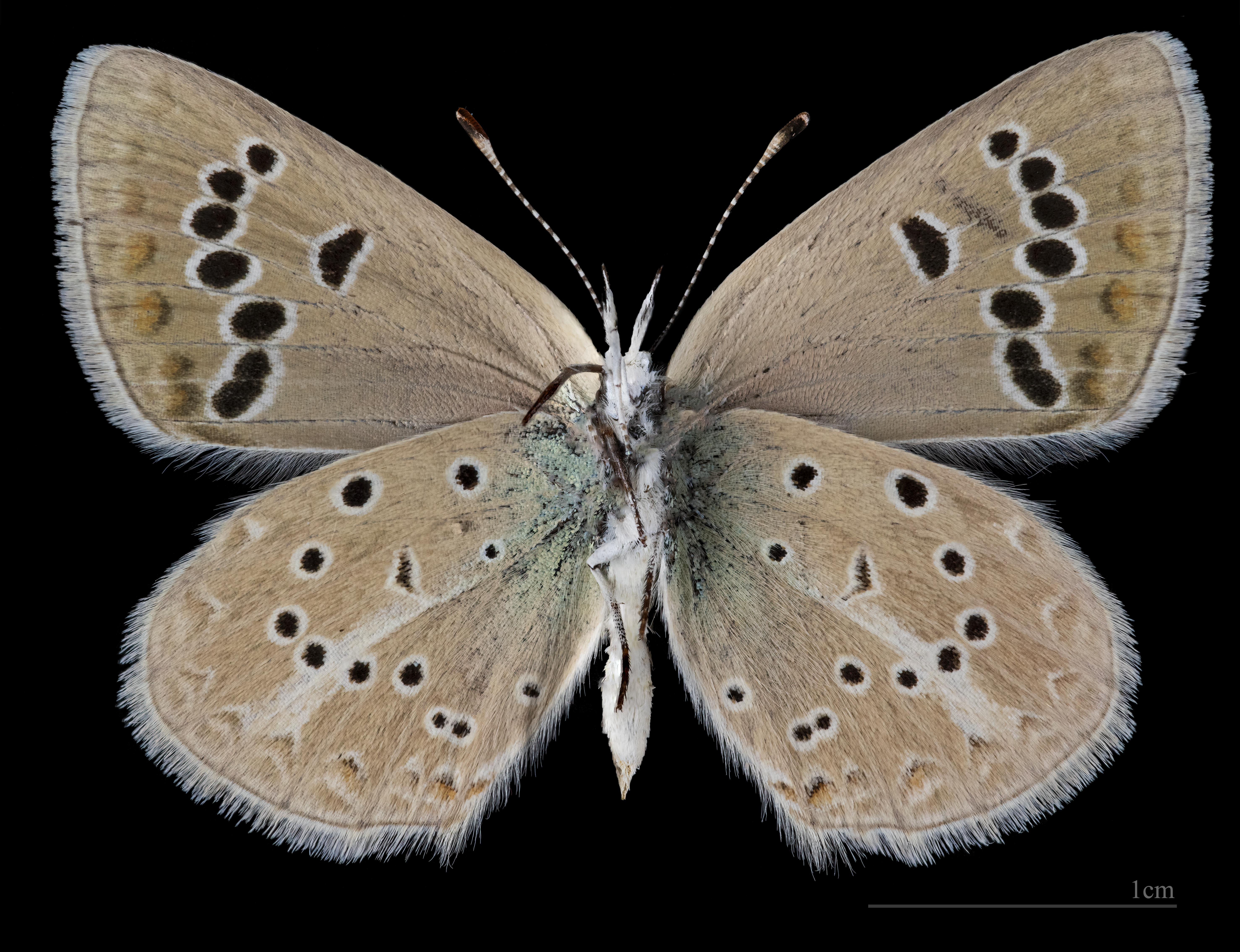
Polyommatus d. damone  ♀ △
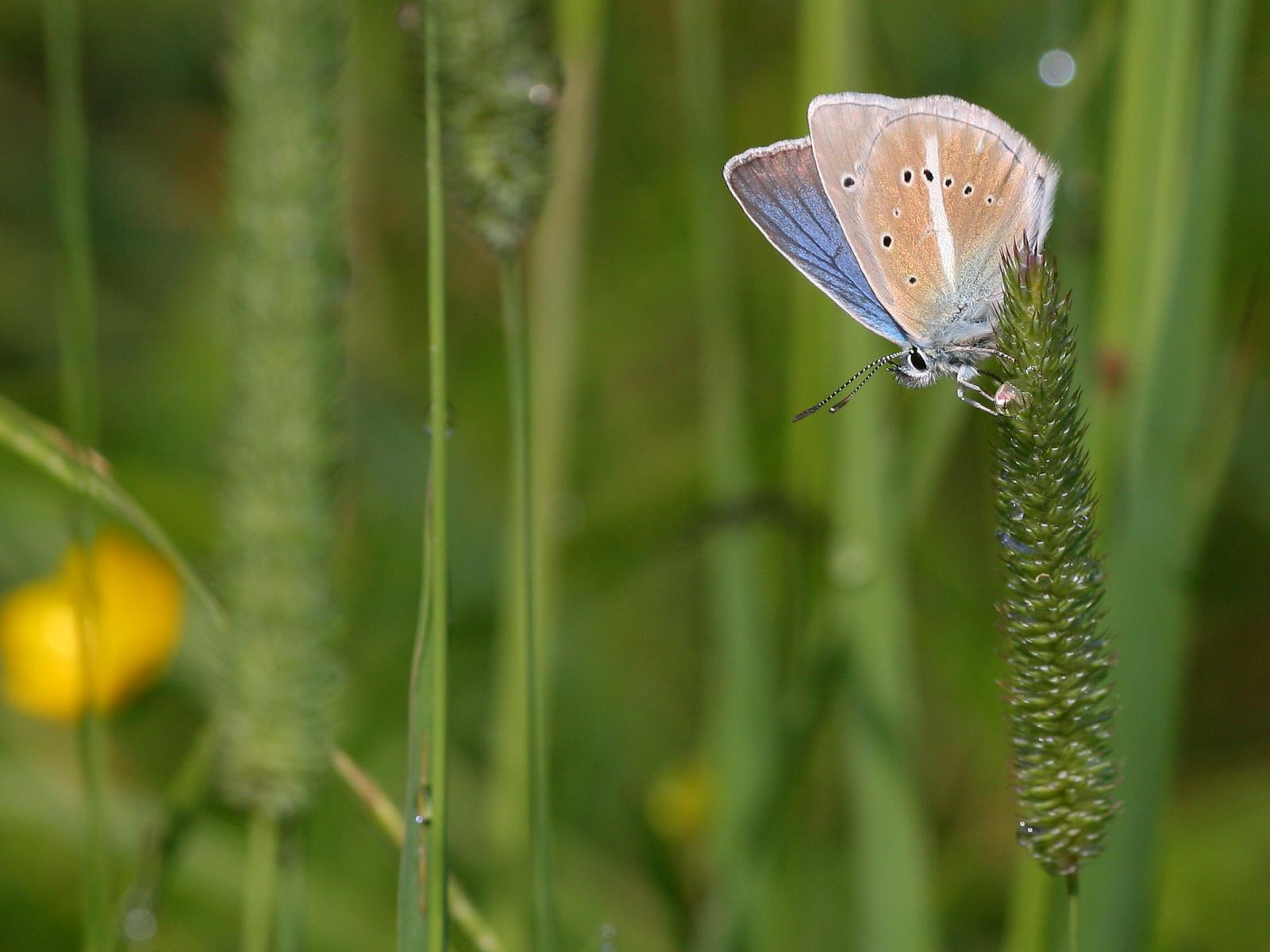
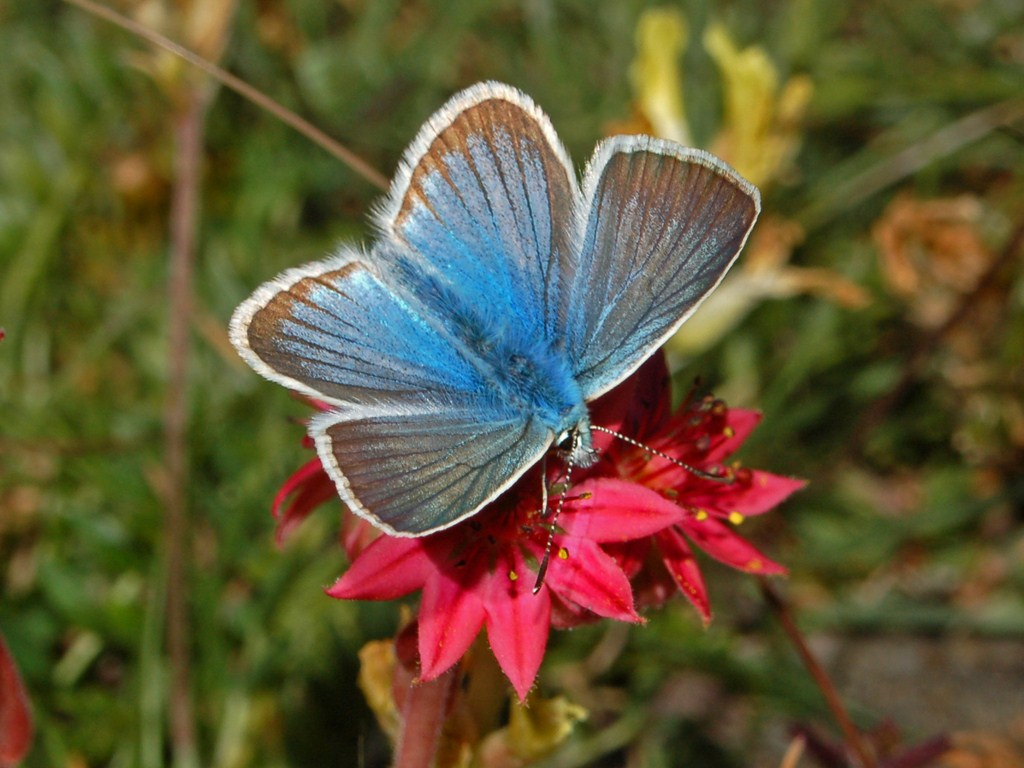
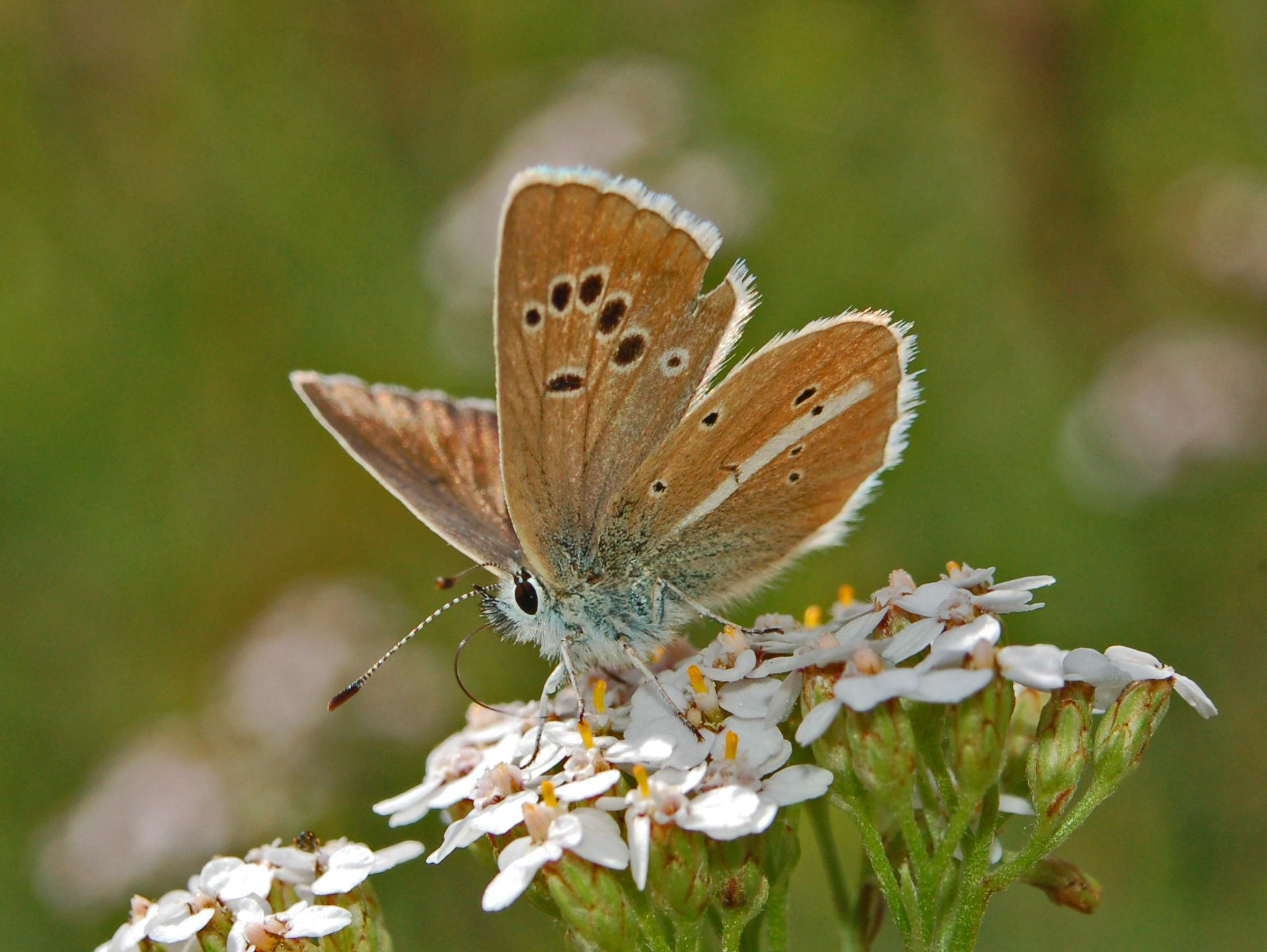